# Naomi Wallace
Naomi Wallace, née le 17 août 1960, est une femme de lettres américaine, auteur dramatique, scénariste et poète.

## Biographie

### Formation
Naomi Wallace est originaire de Prospect (Kentucky). Elle obtient son diplôme de Bachelor of Arts au Hampshire College et suit ensuite des études supérieures à l'université de l'Iowa.

### Auteure dramatique
Son œuvre est produite à la fois au Royaume-Uni, aux États-Unis et au Proche-Orient.
Elle a écrit les pièces suivantes : In The Heart of America, Une puce, épargnez-la (en), Slaughter City, The Trestle at Pope Lick Creek, The Girl Who Fell Through a Hole in Her Jumper (avec Bruce E. J. McLeod), The War Boys, Things of Dry Hours, Birdy (une adaptation à partir d'un roman de William Wharton), The Fever Chart: Three Visions of the Middle East, Twenty One Positions: A Cartographic Dream of the Middle East (coécrit avec Lisa Schlesinger et AbdelFattah Abu Srour) et The Hard Weather Boating Party. Ses pièces sont publiées par Faber and Faber à Londres et Theater Communications Group and Broadway Play Publishing Inc. aux États-Unis.
En France, Une puce, épargnez-la a été créé à la Comédie-Française en 2012 dans une mise en scène d'Anne-Laure Liégeois,, et La Carte du Temps au Théâtre des Halles d'Avignon en 2013 puis au Théâtre 13 à Paris en 2015, dans une mise en scène de Roland Timsit.

### Scénariste
Elle a écrit le scénario de Lawn Dogs, film qui a reçu des prix dans plusieurs festivals européens. Son dernier film, The War Boys, coécrit avec Bruce McLeod, est sorti en 2009.

### Militante des droits de l'homme
Elle est membre du comité de parrainage du tribunal Russell sur la Palestine dont les travaux ont été présentés le 4 mars 2009.

### Famille et vie privée
Naomi Wallace partage son temps entre le Kentucky et le Yorkshire, au Royaume-Uni, où elle vit avec Bruce McLeod et leurs trois enfants : Nadira, Caitlin et Tegan.

### Distinctions
Elle a reçu le prix Susan Smith Blackburn, le prix Kesselring, le Fellowship of Southern Writers Drama Award and an Obie, ainsi que le MacArthur "Genius" Fellowship. 

## Œuvres traduites en français
- Au cœur de l'Amérique (In the Heart of America), 2005, éditions Théâtrales
- Au pont de Pope Lick (The Trestle at Pople Lick Creek), 2007, éditions Théâtrales
- Une puce, épargnez-la (One Flea Spare), 2007, éditions Théâtrales
- Un monde qui s'efface (la troisième vision de Fever Chart: Three Visions of the Middle East), dans Théâtre en court 4, 2009, éditions Théâtrales
- La Carte du temps, trois visions du Moyen-Orient (The Fever Chart: Three Visions of the Middle East), 2010, éditions Théâtrales
- Les Heures sèches (Things of dry hours), 2012, éditions Théâtrales